# Dyschoriste schottiana
Dyschoriste schottiana är en akantusväxtart som först beskrevs av Christian Gottfried Daniel Nees von Esenbeck, och fick sitt nu gällande namn av Clarence Emmeren Kobuski. Dyschoriste schottiana ingår i släktet Dyschoriste och familjen akantusväxter. Inga underarter finns listade i Catalogue of Life.